# Travelers Rest
Travelers Rest és una població dels Estats Units a l'estat de Carolina del Sud. Segons el cens del 2000 tenia 4.099 habitants.

## Demografia
Segons el cens del 2000, Travelers Rest tenia 4.099 habitants, 1.563 habitatges i 1.137 famílies. La densitat de població era de 359,7 habitants/km².
Dels 1.563 habitatges en un 38% hi vivien nens de menys de 18 anys, en un 49,6% hi vivien parelles casades, en un 18,6% dones solteres, i en un 27,2% no eren unitats familiars. En el 22,5% dels habitatges hi vivien persones soles el 8,8% de les quals corresponia a persones de 65 anys o més que vivien soles. El nombre mitjà de persones vivint en cada habitatge era de 2,6 i el nombre mitjà de persones que vivien en cada família era de 3,04.
Per edats la població es repartia de la següent manera: un 29,9% tenia menys de 18 anys, un 9,6% entre 18 i 24, un 29,4% entre 25 i 44, un 20,3% de 45 a 60 i un 10,7% 65 anys o més.
L'edat mediana era de 32 anys. Per cada 100 dones de 18 o més anys hi havia 86,7 homes.
La renda mediana per habitatge era de 34.917 $ i la renda mediana per família de 38.229 $. Els homes tenien una renda mediana de 30.377 $ mentre que les dones 22.634 $. La renda per capita de la població era de 15.704 $. Entorn del 12,2% de les famílies i el 15,8% de la població estaven per davall del llindar de pobresa.

## Poblacions més properes
El següent diagrama mostra les poblacions més properes.